# Botuverá
Botuverá est une ville brésilienne de l'État de Santa Catarina.

## Généralités
Botuverá est connue au niveau national pour ses grottes millénaires et gigantesques. Ces cavernes sont ouvertes à la visite, toujours accompagné de guides pour assurer la protection des lieux. À cette fin, certaines portions des grottes sont fermées à la visite.
Une partie du territoire de la municipalité fait partie du parc national de la Serra do Itajaí.

## Géographie
Botuverá se situe dans la vallée du rio Itajaí, par une latitude de 27° 11′ 58″ sud et par une longitude de 49° 04′ 29″ ouest, à une altitude de 85 mètres.
Sa population était de 4 468 habitants au recensement de 2010. La municipalité s'étend sur 303 km2.
Elle fait partie de la microrégion de Blumenau, dans la mésorégion de la Vallée du rio Itajaí.

## Villes voisines
Botuverá est voisine des municipalités (municípios) suivantes :
- Indaial
- Blumenau
- Guabiruba
- Brusque
- Nova Trento
- Vidal Ramos
- Presidente Nereu